# EA Play
EA Play (anciennement EA Access et Origin Access) est un service de jeu vidéo par abonnement d'Electronic Arts pour les plates-formes Xbox Series, Xbox One, PlayStation 5, PlayStation 4 et Microsoft Windows, offrant un accès à certains jeux publiés par Electronic Arts ainsi que des avantages supplémentaires.
EA Access a été présenté à la fois à Microsoft pour la Xbox One et à Sony pour la PlayStation 4, bien que Sony ait initialement refusé de participer car ils ne pensaient pas que cela offrait de la valeur à leurs clients. EA Access a été lancé pour la première fois sur Xbox One le 11 août 2014, puis est arrivé sur PlayStation 4 le 24 juillet 2019,. En fin d’année 2020, EA Play est intégré dans l’abonnement Xbox Game Pass de Microsoft.
En 2020, Electronic Arts décida d’unifier ces services EA Access et Origin Access sous le nom EA Play.
Le service comptabilisait 6,5 millions d’abonnés en novembre 2020.

## Histoire

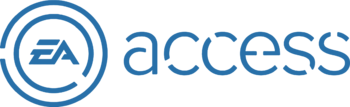
Le logo EA Access jusqu’en 2014–2016.

Le logo EA Access jusqu’en 2016–2020.

L'adhésion à EA Access peut être achetée par incréments d'un mois ou de douze mois, soit sur le Xbox Games Store, soit auprès de revendeurs tiers sélectionnés. Les membres ont un accès illimité aux versions complètes d'une sélection de jeux publiés par EA, surnommée « The Vault », aussi longtemps que leur adhésion est active. Si l'adhésion est suspendue, les jeux ne peuvent plus être joués, mais tous les progrès et sauvegardes de jeu sont conservés. Les membres peuvent également acheter des jeux disponibles auprès d'EA Access, ainsi que d'autres jeux EA et DLC, à un prix réduit. EA Access n'exige pas que les utilisateurs disposent d'un Xbox Live pour l'adhésion, bien qu'une adhésion de niveau Gold soit requise pour l'utilisation de toutes les fonctionnalités multijoueurs incluses dans les jeux compatibles avec Access.
Les jeux sont ajoutés au à la discrétion d'EA, comme la mise à disposition d'un titre sur Access un certain nombre de jours après son lancement commercial. Bien que les conditions d'utilisation permettent à EA de supprimer des titres avec un préavis de trente jours, EA a promis que les jeux ne seront pas supprimés à une date ultérieure. Cependant, EA a annoncé le 20 juillet 2017 que FIFA 14 serait retiré le 18 octobre 2017, en raison de la décision de mettre fin à la prise en charge en ligne du titre. Le jeu restera jouable en mode hors ligne pour les utilisateurs qui l'ont installé avant sa date de suppression, mais si le jeu est supprimé de la console après cette date, il ne peut pas être réinstallé. EA a décrit la suppression de FIFA 14 comme une « circonstance unique spécifique au titre » qui n'était pas représentative de leurs plans futurs pour EA Access. Le 26 avril 2018, il a été annoncé que Rory McIlroy PGA Tour serait également retiré du coffre-fort le 22 mai 2018, en raison du retrait du jeu du Xbox Store à cette date.
Les utilisateurs qui précommandent les jeux à venir via Access peuvent télécharger des versions limitées limitées des jeux, publiées cinq jours avant le lancement commercial. EA a décrit ces versions préliminaires comme n'étant pas des démos plus traditionnelles, mais plutôt des versions complètes mais limitées dans le temps, l'étendue exacte du contenu variant d'un jeu à l'autre. Tout progrès gagné dans ces versions limitées sera reporté à la version commerciale complète.
Les jeux publiés sur les labels EA Partners et/ou EA Originals ne sont pas éligibles aux avantages EA Access. Cependant, Titanfall a été ajouté en juin 2015, dans le cadre d'une promotion E3 2015 qui a également permis un essai gratuit pour tous les propriétaires de Xbox One. Titanfall 2 a également été ajouté en juillet 2017.
Les abonnés EA Access peuvent recevoir gratuitement du contenu téléchargeable pour les jeux pendant diverses périodes limitées, telles que les DLC Naval Strike et Second Assault pour Battlefield 4. Les abonnés qui téléchargent les DLC gratuits proposés pendant la période gratuite peuvent les conserver quel que soit le statut de l'abonnement. Le 3 mai 2016, un accès Premium pour Battlefield 4 et Battlefield Hardline a été offert gratuitement pendant une période limitée, permettant aux abonnés de télécharger gratuitement toutes les extensions publiées pour les deux jeux. Bien que le contenu de Battlefield 4 Premium ne soit accessible qu'avec un abonnement actif, les abonnés étaient autorisés à conserver les fonctionnalités incluse dans Battlefield Hardline Premium quel que soit le statut de l'abonnement. Star Wars Battlefront a été mis à la disposition des abonnés gratuitement le 7 juillet 2017.
Le 29 février 2016, EA Access s'est étendu pour inclure des titres Xbox 360 via la fonctionnalité de rétrocompatibilité de la Xbox One, en commençant par les Plants vs. Zombies d'origine. Dead Space a été ajouté (sans aucune annonce officielle) le 31 mars. Le 17 janvier 2018, Black, sorti sur Xbox en 2006, a été ajouté au Vault.
EA a annoncé qu'en plus de ramener son catalogue sur Steam en octobre 2019, il publierait également une version d'EA Access pour les utilisateurs de Steam avec une bibliothèque comparable aux versions Xbox et PlayStation. Le premier ensemble de ces jeux a été ajouté à Steam en juin 2020.

## Réception du service
EA Access a fait ses débuts sous forme bêta exclusivement sur Xbox One le 29 juillet 2014 et a été officiellement lancé le 11 août 2014 Electronic Arts a contacté Sony et Microsoft avec le service, mais Sony a refusé de le rendre disponible sur leur console PlayStation 4. Une version similaire appelée Origin Access a été lancée le 12 janvier 2016 sur PC.